# Büyükkonuk
Büyükkonuk (Grieks: Κώμη Κεπήρ, Komi Kebir) is een dorp op Cyprus. Het is gelegen op het schiereiland Karpas, 33 kilometer ten noorden van Famagusta, op een hoogte van 90 meter. In 2011 telde de gemeente 812 inwoners.
Voor 1974 werd Komi Kebir bewoond door zowel Grieks- als Turks-Cyprioten. De Grieks-Cyprioten vormden de meerderheid. In 1973 woonden er naar schatting 762 mensen in het dorp, van wie er 200 Turks-Cyprioot en 562 Grieks-Cyprioot waren.
Aan de rand van het dorp bevinden zich de kerken van Sint-Joris, Sint-Afksentios en Sint-Loukas. Tevens kan men ook de oude kerken van Panagia Kira, Sint-Joris Parouzos, Sint-Vasilios (in puin), Sint-Photiou (in puin) en Sint-Katherine (in puin) vinden.